# استانیسلاو پوپلوسکی
استانیسلاو پوپلوسکی (روسی: Станислав Гилярович Поплавский؛ ۲۲ آوریل ۱۹۰۲ – ۱۰ اوت ۱۹۷۳) فرمانده نظامی اهل لهستان بود. وی برندهٔ جوایزی همچون قهرمان اتحاد شوروی، مدال آزادسازی ورشو، نشان انقلاب اکتبر، نشان افتخار تولد لهستان، نشان لنین، مدال دفاع از مسکو، نشان پرچم سرخ و مدال تسخیر برلین شده‌است.